# 위안장향

위안창 향의 위치

위안장향(한국어: 원장향, 중국어: 元長鄉, 병음: Yuánzhǎng Xiāng)은 중화민국 윈린현의 향이다. 넓이는 71.5872km2이고, 인구는 2015년 8월 기준으로 26,946명이다.